# Main gauche (muziek)

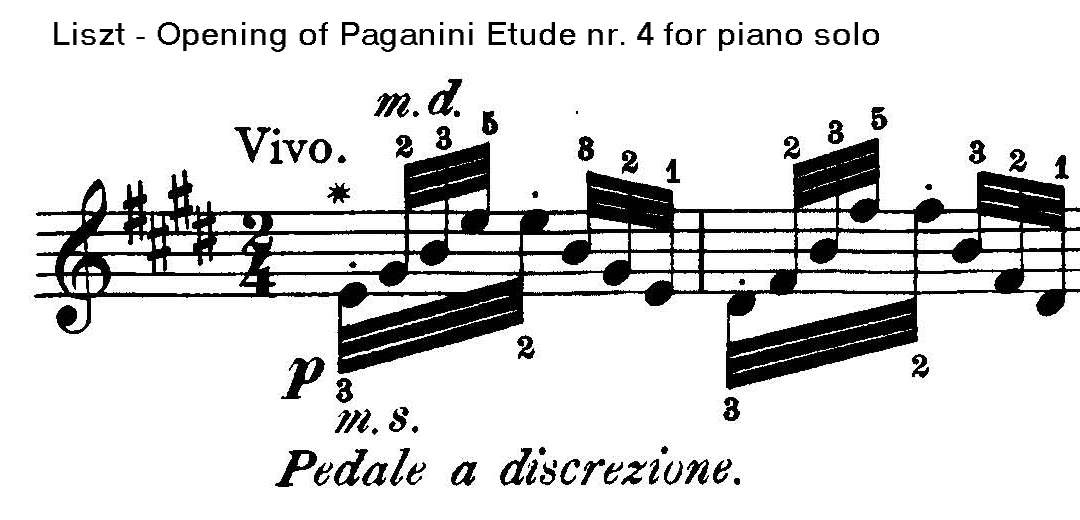
Openingsmaten van Liszt - Paganini Etude no.4 voor piano

Main gauche ofwel mg of m.g. (ook de Italiaanse aanduiding mano sinistra of ms of m.s. komt voor, alsmede de afkorting LH voor Left Hand of linkerhand) is een term die in muzieknotatie gebruikt wordt om de linkerhand aan te duiden, en komt vaak voor in pianomuziek.
De term wordt meestal geplaatst om verwarring tijdens het spelen te voorkomen, aangezien soms noten links gespeeld moeten worden die bijvoorbeeld qua toonhoogte boven de rechterhand klinken. Ook bij tussenstemmen waar het niet duidelijk is of de noten links of rechts dienen te worden gespeeld kan de aanduiding voorkomen.
De tegenhanger van 'main gauche' is 'main droite' ofwel 'md' of 'm.d.' (of Italiaans: 'mano destra', ook wel RH, voor Right Hand of rechterhand), een aanduiding voor de rechterhand.
In plaats van de tekstuele aanduiding worden ook wel haaktekens gebruikt. Soms kan men door de richting van de stokken (omhoog of omlaag wijzend aan de notenkop zien welke hand aan de beurt is. (Zie ook het voorbeeld op de afbeelding, waar zowel met tekst als stokrichting de speelwijze duidelijk is gemaakt.)
Bij deze aanduiding komt soms ook de term sotto of sopra voor om aan te geven welke hand bovenlangs of onderlangs moet kruisen.